# بولفرد (تشيشير)
بولفرد (بالإنجليزية: Pulford)‏ هي قرية وأبرشية مدنية تقع في المملكة المتحدة في إنجلترا. يقدر عدد سكانها بـ 395 نسمة .